# HD 216953
HD 216953，又名BD-05 5894，SAO 146404、HR 8727，是一颗恒星，视星等为6.31，位于銀經67.22，銀緯-54.82，其B1900.0坐标为赤經22h 52m 6.6s，赤緯-5° -54.82′ 40″。